# Cape St. George
Cape St. George (fr. Cap Saint-Georges) – miasto w Kanadzie, w prowincji Nowa Fundlandia i Labrador. Położone jest na nowofundlandzkim półwyspie Port au Port.
Liczba mieszkańców Cape St. George wynosi 893. Język angielski jest językiem ojczystym dla 69,1%, francuski dla 20,2% mieszkańców (2006).